# 蒂什凯瓦尔
蒂什凯瓦尔，是匈牙利维斯普雷姆州所辖的一个村，总面积17.01平方公里，总人口568，人口密度33.4人/平方公里（2010年1月1日）。